# Nichols (Nova York)
Nichols és una població dels Estats Units a l'estat de Nova York. Segons el cens del 2000 tenia 574 habitants.

## Demografia
Segons el cens del 2000, Nichols tenia 574 habitants, 213 habitatges, i 152 famílies. La densitat de població era de 434,6 habitants per km².
Dels 213 habitatges en un 38% hi vivien nens de menys de 18 anys, en un 53,5% hi vivien parelles casades, en un 11,7% dones solteres, i en un 28,2% no eren unitats familiars. En el 24,4% dels habitatges hi vivien persones soles el 15,5% de les quals corresponia a persones de 65 anys o més que vivien soles. El nombre mitjà de persones vivint en cada habitatge era de 2,69 i el nombre mitjà de persones que vivien en cada família era de 3,08.
Per edats la població es repartia de la següent manera: un 31,4% tenia menys de 18 anys, un 6,1% entre 18 i 24, un 28,2% entre 25 i 44, un 19,9% de 45 a 60 i un 14,5% 65 anys o més.
L'edat mediana era de 35 anys. Per cada 100 dones de 18 o més anys hi havia 87,6 homes.
La renda mediana per habitatge era de 38.864 $ i la renda mediana per família de 41.667 $. Els homes tenien una renda mediana de 27.361 $ mentre que les dones 23.750 $. La renda per capita de la població era de 14.060 $. Entorn del 10,5% de les famílies i el 15% de la població estaven per davall del llindar de pobresa.